# Eberhard Pohl
Eberhard Pohl (* 12. November 1953 in Linnich) ist ein deutscher Diplomat.

## Leben
Nach dem Abitur 1972 am Städtischen Siebengebirgsgymnasium in Bad Honnef studierte Pohl zwischen 1975 und 1979 Rechtswissenschaft an der Rheinischen Friedrich-Wilhelms-Universität Bonn und schloss das Studium 1980 mit dem Ersten Staatsexamen in Bonn sowie das Referendariat 1982 mit dem Zweiten Staatsexamen in Düsseldorf ab. 1982 trat er in den auswärtigen Dienst ein und war nach Absolvieren der Laufbahnprüfung von 1984 bis 1987 Konsul am Generalkonsulat Kōbe sowie im Anschluss bis 1990 Referent für Europäische Politische Zusammenarbeit im Auswärtigen Amt.
Nach einer anschließenden Verwendung als Ständiger Vertreter des Botschafters in Ghana war er zwischen 1992 und 1996 Botschaftsrat und Leiter der Politischen Abteilung der Ständigen Vertretung bei der NATO in Brüssel. 1996 kehrte er ins Auswärtige Amt zurück und war dort stellvertretender Referatsleiter für Grundsatzfragen der Verteidigungs- und Sicherheitspolitik, ehe er zwischen 2000 und 2004 stellvertretender Leiter der Ständigen Vertretung bei der Organisation für Sicherheit und Zusammenarbeit in Europa (OSZE) in Wien war. 2004 erfolgte seine Ernennung zum Referatsleiter für Grundsatzfragen der Verteidigungs- und Sicherheitspolitik sowie im Anschluss 2006 zum Sonderbeauftragten für Sicherheitspolitik im Auswärtigen Amt. Danach wurde er 2007 stellvertretender Politischer Direktor des Auswärtigen Amtes.
Am 3. August 2011 wurde Eberhard Pohl Botschafter in der Türkei als Nachfolger von Eckart Cuntz, der wiederum zum Botschafter in Belgien berufen wurde. Von Juli 2015 bis Juli 2019 war er Ständiger Vertreter bei der OSZE.